# Sommer-Paralympics 2016/Teilnehmer (Palästinensische Autonomiegebiete)
| stlisierte Goldmedaille | stlisierte Silbermedaille | stlisierte Bronzemedaille |
| ----------------------- | ------------------------- | ------------------------- |
| —                       | —                         | —                         |

Die Palästinensischen Autonomiegebiete entsandt zu den Paralympischen Sommerspielen 2016 in Rio de Janeiro einen Athleten.

## Teilnehmer nach Sportart

### Leichtathletik
| Männer      |                 |   |   |   |   |        |   |   |
| Husam Azzam | Kugelstoßen F53 | - | - | - | - | 6,34 m | 8 | 8 |